# Tolansky (kráter)

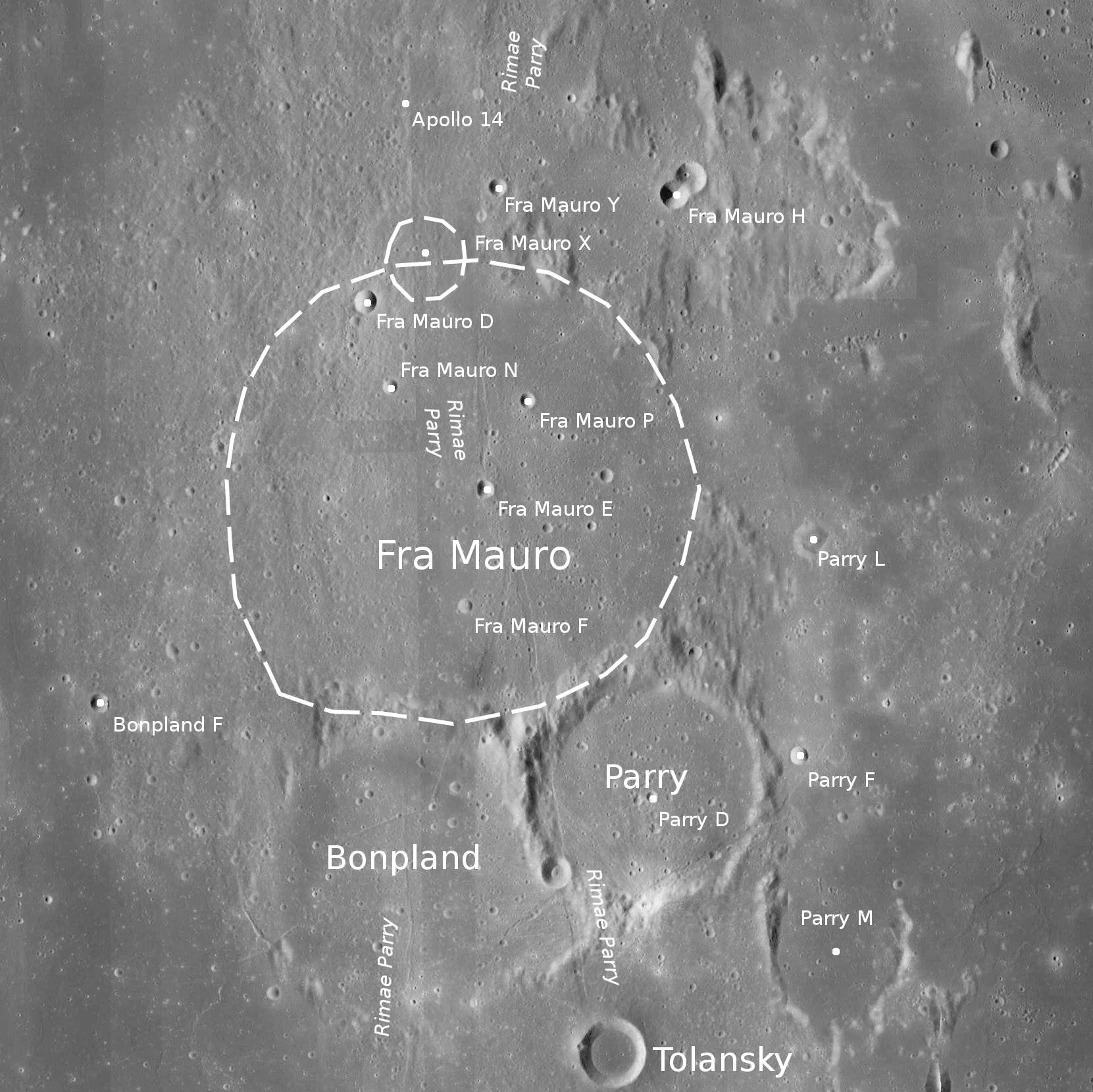
Kráter Tolansky se nachází v dolní části snímku.

Tolansky  je impaktní kráter s plochým dnem nacházející se ve východní části Mare Cognitum (Moře poznané) na přivrácené straně Měsíce. Má průměr 13 km a je pojmenován podle britského fyzika Samuela Tolanského. Než jej Mezinárodní astronomická unie pojmenovala současným názvem, nesl označení Parry A.
Severně leží kráter Parry, Tolanského zároveň křižuje jedna z brázd sítě Rimae Parry.